# Gabby May
Gabby May (Winnipeg, Manitoba, 29 de dezembro de 1993) é uma ginasta canadense que compete em ginástica artística.
May cursou ensino médio no Collège Jeanne-Sauvé e estudou Letras na Universidade de Illinois em Chicago.
Ela participou dos Jogos da Commonwealth de 2010, onde recebeu medalhas de bronze nas modalidades salto sobre a mesa e equipes.